# Culcasieae
Culcasieae, tribus  kozlačevki, dio je potporodice Aroideae. Sastoji se od dva roda raširenih po Africi

## Rodovi
1. Cercestis Schott, 10 vrsta, Afrika
2. Culcasia P.Beauv., 27 vrsta, Afrika